# Меланхолія (Фетті)
«Меланхолія» — картина італійського художника Доменіко Фетті (1589—1623).

## Художник
Доменіко був сином маловідомого живописця. Ймовірно, що саме батько і був його першим вчителем. Але значно більший вплив на свідомість художника Доменіко Фетті мали твори  Караваджо. Навчання в Римі, переїзд до Мантуї, праця в Венеції — от і все, що відомо про живописця, який мало прожив і помер на 34 році життя.

## Картина «Меланхолія»

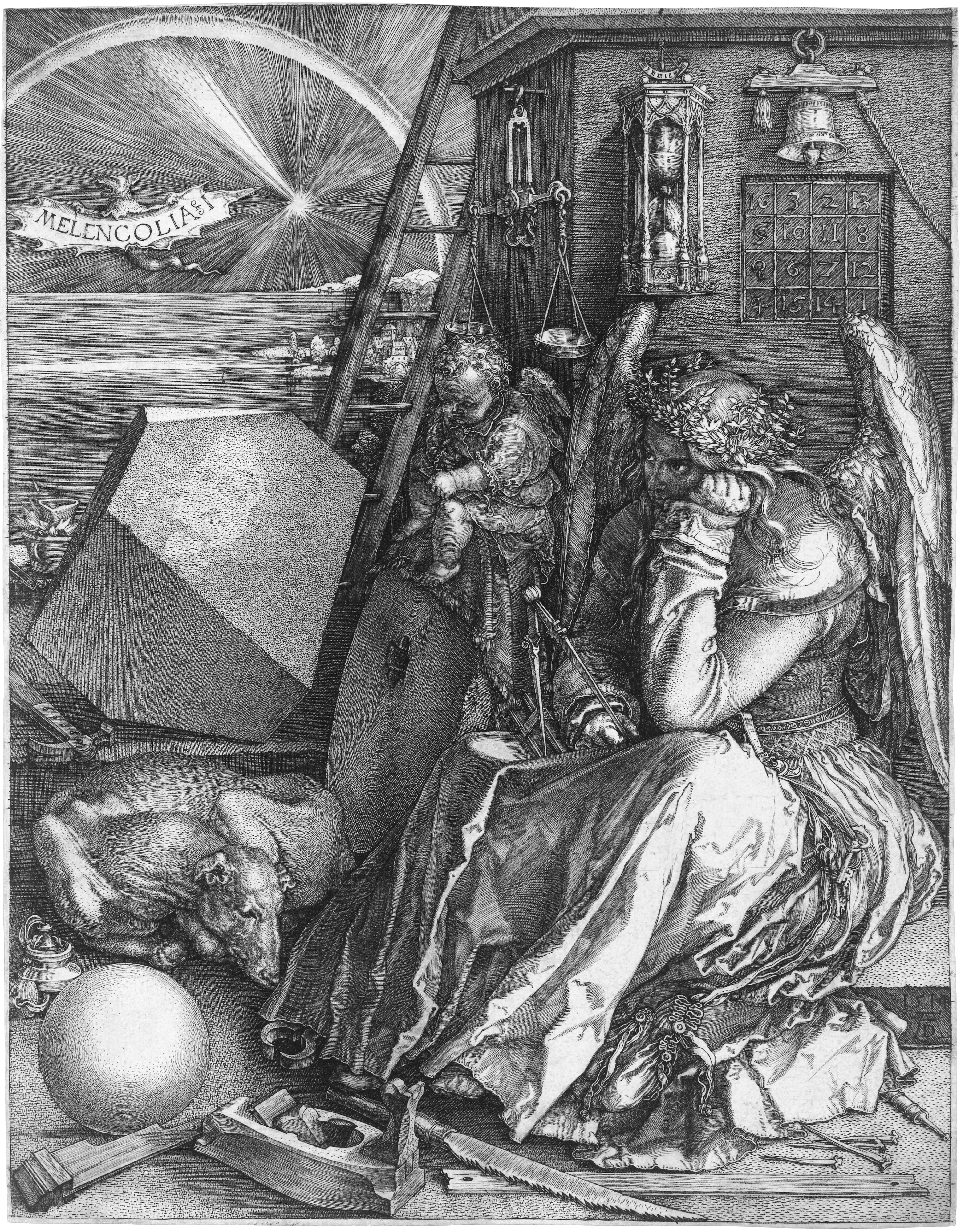
Меланхолія гравюра Дюрер.

Художники західної Європи добре знали гравюру Альбрехта Дюрера «Меланхолія». Дивна за сюжетом гравюра — насправді є алегорією. Це алегорія  творчості, творчого темпераменту за уявою майстрів Відродження, який пов'язували саме з меланхолійним станом людини. Тому молода і засмучена жінка у Дюрера має в руці циркуль, як вчений-геометр або архітектор . Біля неї теслярські інструменти, утаємничена таблиця на стіні, терези, маленький янгол з крилами. Та й сама жінка крилата, як і людська думка. В небі веселка і кажан з написом - поясненням, що це алегорія Меланхолії, алегорія творчості.
Дюрер награвіював дивну «Меланхолію» після смерті матері, яку любив і цінував. Натяком на це є розрита могила в гравюрі. Є відомості, що його Меланхолія — це персоніфікація його горя, його туги за померлою матір'ю і того відчаю, його бажання все покинути, яке він тоді відчував. Адже в обличчі Меланхолії є справжнє горе і неможливість примирення з чимось. З чим — загадка Дюрера.
Ймовірно, що Доменіко Фетті, який наполегливо вчився, таки бачив гравюру Дюрера(який теж колись жив у Венеції). Але якщо для Дюрера — творчість це насолода розуму, насолода головоломками, утаємниченим знанням, незвичною майстерністю, для італійця це дещо інакше. Меланхолія Фетті теж надзвичайно замислена, заглиблена в якісь нетрі, в проблему, що ніяк не прояснюється. Звідси розкидані книжки, палітра  художника і уламок античної скульптури поряд, як натяк на творчу напругу, творчі пошуки. Цей низ картини міг би бути відмінним натюрмортом сам по собі. Але Фетті подав його в картині з величною людською постаттю, з втіленням краси, взагалі найкращого в людини. Художник через людину йде до речей, а не навпаки. І милується людиною більше, ніж Дюрер. Тому полотно дивує і приваблює надзвичайно красивим колоритом і тонким психологізмом, притаманним більше Дюреру, ніж майстрам Італії. Але в картині «Меланхолія» Доменіко Фетті зрівнявся з могутнім інтеллектуалізмом Дюрера, хоча вирішив художнє завдання по своєму.